# Кольцова, Вера Александровна
Ве́ра Алекса́ндровна Кольцо́ва (27 июня 1947 — 8 ноября 2018) — советский и российский психолог, заместитель директора, заведующая лабораторией истории психологии и исторической психологии Института психологии РАН, лауреат премии имени С. Л. Рубинштейна (2008).

## Биография
Окончила исторический факультет Челябинского педагогического института.
В 1977 году — защитила кандидатскую диссертацию, тема: «Общение и формирование понятий».
В 2004 году — защитила докторскую диссертацию, тема «Теоретико-методологические основы исторической психологии».

## Научная и общественная деятельность
Область научных интересов В. А. Кольцовой: социальная психология, история психологии и историческая психология. В её исследованиях разрабатывались проблемы методологии истории психологии, впервые описана система её основополагающих конкретно-научных подходов, принципов и методов. Внесла значительный вклад в конкретно-научное изучение истории российской психологической мысли. Вела работы по разработке проблем источниковедения и практическому созданию источниковой базы российской истории психологии, изучению творческого наследия российских учёных-психологов. Участвовала в проведении совместных с американскими психологами исследований личностных детерминант общения в условиях совместной познавательной деятельности (1982—1983). Под её руководством на базе Института психологии был создан и функционировал Научный психологический архив, проводился сбор и систематизация документов и материалов по истории российский психологии.
Профессор кафедры общей психологии и истории психологии Московского гуманитарного университета. Преподаватель Свято-Сергиевской православной богословской академии. Читала базовые общепрофессиональные курсы «История психологии» и «Историческая психология».
Один из инициаторов издания, ответственный координатор и заместитель председателя редакционной коллегии серии «Памятники психологической мысли». Член редколлегии «Психологического журнала». Представляла РАН в межведомственной правительственной комиссии по подготовке Государственной программы патриотического воспитания граждан Российской Федерации. Вице-Президент Научного психологического общества имени С. Л. Рубинштейна.
Член Большого Жюри (2014—2018) Национального психологического конкурса «Золотая Психея». С 2018 года входила в состав экспертного совета ВАК РФ по педагогике и психологии.
Автор более 100 научных трудов, в том числе 3 монографий (в соавторстве). Под её руководством защищено 10 кандидатских диссертаций.

## Семья
Отец — Кольцов Александр Иванович (18 августа 1922-31 июля 1980) — полковник авиации, окончил летное училище, штурман. Участник Великой Отечественной войны. В действующей армии с 22 июня 1941 года. Воевал на Юго-Западном, Центральном и Первом Украинском фронтах. Совершил 62 боевых вылета. После войны служил в летных училищах, работал в институте космической медицины. Кольцова Зоя Георгиевна (мать) — домохозяйка.

## Награды
- Премия имени С. Л. Рубинштейна (совместно с А. В. Юревичем, Н. А. Логиновой, за 2008 год) — за серию научных работ по единой тематике методологии и истории психологии
- Серебряная медаль ВДНХ
- Медаль «В память 850-летия Москвы» (1997)
- Почётная грамота Президиума Российской Академии наук
- Государственная научная стипендия для «выдающихся ученых России»
- Почётная грамота Росвоенцентра